# Тимошенко Володимир Андрійович
Володи́мир Андрі́йович Тимоше́нко (* 27 листопада 1952, с. Конатківці, Шаргородський район, Вінницька область) — український правоохоронець, державний діяч, вчений. Професор (2004), доктор юридичних наук (2006), генерал-лейтенант (2005). Державний службовець 1-го рангу.

## Освіта
Закінчив Вінницький державний педагогічний інститут імені Миколи Островського (1975), фізика, вчитель фізики і електротехніки середньої школи.
Докторська дисертація «Формування системи національної та міжнародної протидії сучасному наркобізнесу» (Національний університет «Юридична академія України імені Ярослава Мудрого», 2006).

## Біографія
1970—1975 — студент Вінницького державного педінституту.
1975—1976 — вчитель середньої школи, м. Білокуракине Луганської області.
1976—1977 — служба у Збройних силах СРСР.
1977—1977 — лаборант Вінницького державного педінституту.
1977—1979 — робота у громадських організаціях, м. Вінниця.
1979—1984 — молодший оперуповноважений, оперуповноважений, старший оперуповноважений УКДБ УРСР по Вінницькій області.
1984—1992 — старший оперуповноважений відділу управління КДБ УРСР.
1992—1998 — заступник начальника напрямку, помічник начальника відділу, науковий консультант, начальник відділу управління, заступник начальника управління Служби безпеки України.
1998—1999 — заступник начальника Головного управління — начальник управління Головного управління СБ України.
1999—2001 — перший заступник начальника Головного управління, начальник Головного управління СБ України.
2001—2003 — перший заступник начальника Головного управління СБ України (у цей період був представником України в MKKH [INCB] — Міжнародному комітеті з контролю за наркотиками [International Narcotics Control Board]).
2003—2003 — радник Голови Служби безпеки України.
2003—2004 — начальник управління СБ України в Київській області.
2004—2005 — ректор Національної академії Служби безпеки України.
2005—2007 — перший заступник Голови Служби безпеки України — керівник Антитерористичного центру при СБ України.
2007—2008 — уповноважений Президента України з питань контролю за діяльністю Служби безпеки України.
2008 — квітень 2010 — радник Голови Верховної Ради України.
Квітень 2010 — червень 2010 — голова Комітету з контролю за наркотиками при Міністерстві охорони здоров'я України.
Червень 2010 — червень 2011 — голова Державного комітету України з питань контролю за наркотиками.

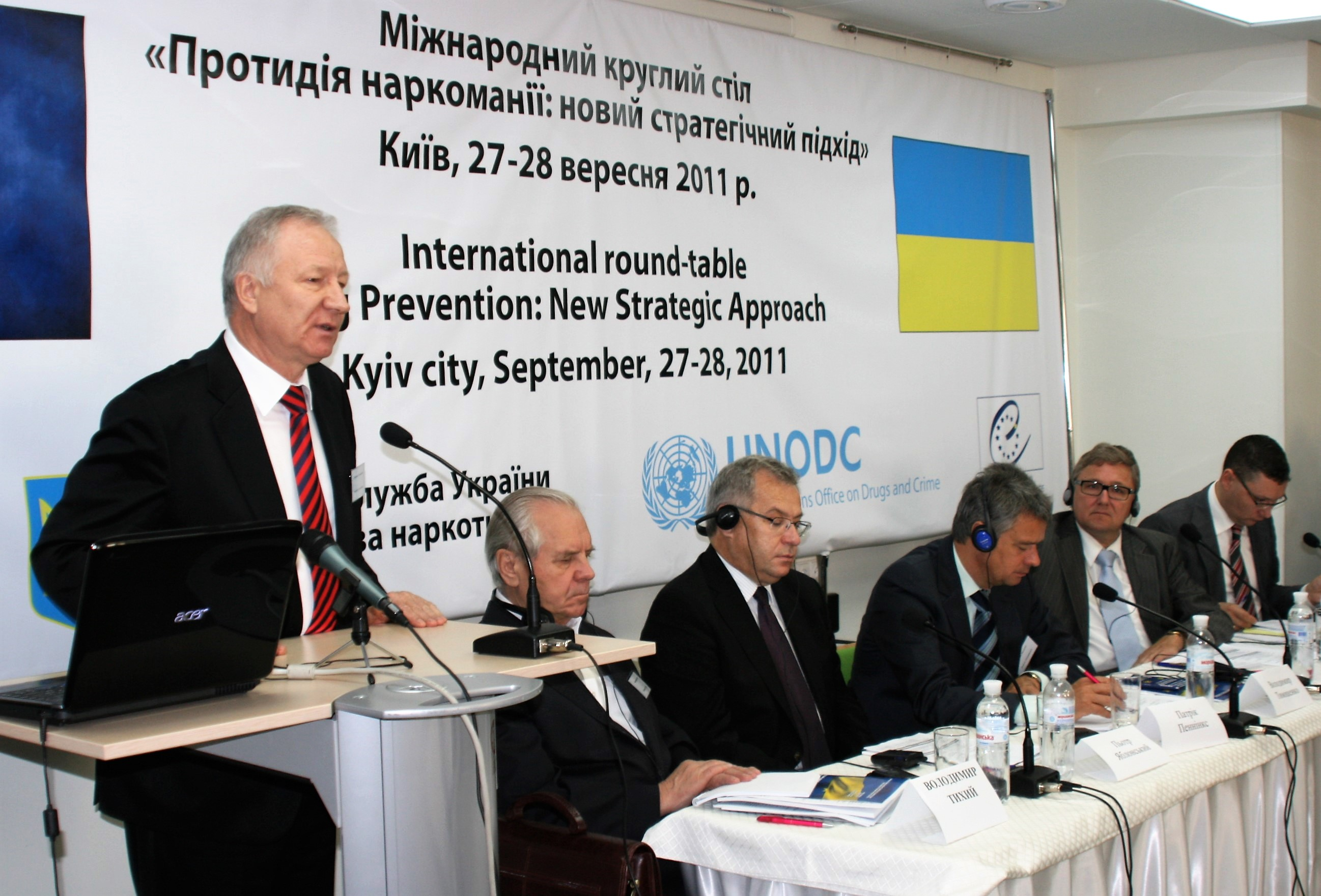
Професор Тимошенко В. А. — промовець на міжнародному круглому столі в Києві (2011)

З 16 червня 2011 року по 16 жовтня 2014 року — голова Державної служби України з контролю за наркотиками. Звільнений з посади з підстав, передбачених Законом України «Про очищення влади» (пункт 7-2 частини першої статті 36 Кодексу законів про працю України).
Представник України в КНЗ ООН — Комісії ООН з наркотичних засобів (United Nations Commission on Narcotic Drugs — CND) з 5 червня 2013 року.
З 19 грудня 2014 року — президент громадської організації «Інститут вивчення залежностей, проблем наркополітики та моніторингу наркоситуації» (також співзасновник цієї організації разом з Володимиром Ященком, Анатолієм Щуровським та ін.), згодом організація змінила назву — «Євразійський інститут наркополітики» (власниками організації зареєстровані — Сергій Дрьомов, Андрій і Володимир Тимошенки, Анатолій Щуровський, Володимир Ященко).
Професор кафедри державно-правових дисциплін Університету «КРОК».
Фахівець у галузі кримінології та національної безпеки, автор понад 80 наукових праць з проблем боротьби з наркобізнесом, корупцією, відмиванням грошей, тероризмом, транснаціональною організованою злочинністю, у тому числі автор монографій і підручників («Наркобізнес: національна та міжнародна протидія новим викликам», «Легалізація кримінальних капіталів: сутність, механізми протидії», «Корупція, наркобізнес, організована злочинність в Україні: взаємозв'язок, взаємозалежність, засоби запобігання та протидії», «Економічна безпека суб'єктів господарської діяльності в умовах глобальної фінансової кризи» та ін.). Член авторських колективів з розробки законів України «Про наркотичні засоби, психотропні речовини і прекурсори», «Про заходи протидії незаконному обігу наркотичних засобів, психотропних речовин і прекурсорів та зловживанню ними», «Про запобігання та протидію легалізації (відмиванню) доходів, одержаних злочинним шляхом», «Стратегії національної безпеки України» та ін.
У 2012 році ініціював запропоновані Асоціацією «Українські технічні коноплі» зміни до законодавства з питань спрощення правового режиму культивування посівів ненаркотичних конопель. У серпні 2012 року Кабінет Міністрів України вніс зміни до низки постанов, скасувавши обов'язковість охорони суб'єктами господарювання полів та інших об'єктів, де зберігають і переробляють технічні коноплі.
Кандидат у народні депутати від партії «Сила і честь» на парламентських виборах 2019 року, № 9 у списку.
Професор кафедри правового забезпечення Національного університету оборони України, працівник ЗС України.

## Нагороди
- Орден «За заслуги» III ст. (1996)

Нагороджений багатьма медалями України, відзнакою НАН України «За сприяння розвитку науки» (2007).